# 2022 în cinematografie
În anul 2022, în cinematografie au avut loc mai multe evenimente: premiera a numeroase filme și ceremonii de acordare a unor premii. Acest an în cinematografie, după ce 2020 și 2021 fuseseră afectați de Pandemia de COVID-19, a însemnat o revigorare a cinematografiei mondiale.

## Evenimente
- 18 iunie: La Festivalul Internațional de Film Studențesc de la Tel Aviv, regizorul român Alexandru Mironescu a primit Best Script Award pentru filmul său „Planuri de vacanță”.
- 8 – 13 noiembrie: La cea de-a XXXII-a ediții a Festivalului Internațional de Film Est-European de la Cottbus, Germania, Iulian Postelnicu, actorul principal din filmul „Oameni de treabă” a câștigat Premiul pentru o interpretare individuală remarcabilă în cadrul Competiției Lungmetraj.[1]
- 1 – 10 decembrie: A patra ediție a festivalului Bucharest Best Comedy 2022. Trofeul a fost câștigat de filmul italian „Cina perfectă”.[2]

## Premiere românești
| Premiera           | Titlu                                        | Regizor                                | Distribuție                                                                 | Gen                |
| ------------------ | -------------------------------------------- | -------------------------------------- | --------------------------------------------------------------------------- | ------------------ |
| 4 februarie 2022   | Miracol                                      | Bogdan George Apetri                   | Ioana Bugarin, Emanuel Pârvu                                                | crimă, dramă       |
| 11 februarie 2022  | Lebensdorf                                   | Valentin Hotea                         | Mimi Brănescu, Ana Covalciuc                                                | comedie, dramă     |
| 25 februarie 2022  | Odată pentru totdeauna                       | Iura Luncașu                           | Smiley, Ada Galeș, Celina Enea                                              | comedie, dramă     |
| 2022               | Castelul Crăiței                             | Liviu Mărghidan                        | Dragoș Olaru, Judith State                                                  |                    |
| 4 martie 2022      | Crai nou                                     | Alina Grigore                          | Mircea Postelnicu, Ioana Chițu, Vlad Ivanov                                 | dramă              |
| 25 martie 2022     | Secretul lui Zorillo                         | Robert Eugen Popa                      | Alexandru Pop, Alin Panc, Iulian Ilinca, Cosmin Seleși, Laura Coșoi         | aventuri, comedie  |
| 25 martie 2022     | Copacul dorințelor: Amintiri din copilărie   | Andrei Huțuleac                        | Teodor Corban, Matei Dima, Cosmin Nedelcu,                                  | familie, fantastic |
| 1 aprilie 2022     | Străjerii Deltei                             | Liviu Mărghidan                        | Viorel Păunescu, Adela Mărghidan, Radu Mărghidan                            | aventuri, familie  |
| 15 aprilie 2022    | #dogpoopgirl                                 | Andrei Huțuleac                        | Andreea Grămoșteanu, Coca Bloos, Paul Chiribuță, Tudor Istodor, Cezar Antal | comedie, dramă     |
| 6 mai 2022         | Insula muzicii                               | Cosmin P. Zaharia                      | Cosmin P. Zaharia, Natasza Lesniak                                          | dramă, thriller    |
| 27 mai 2022        | Imaculat                                     | Monica Stan, George Chiper             | Ana Dumitrașcu, Vasile Pavel                                                | dramă              |
| 3 iunie            | R.M.N.                                       | Cristian Mungiu                        | Marin Grigore, Judith State, Macrina Bârlădeanu                             | dramă              |
| 24 iunie           | Anul pierdut 1986                            | Ligia Ciornei                          | Isabela Neamțu, Victoria Cociaș                                             | dramă, istoric     |
| 1 iulie 2022       | Uneori ninge cu zăpadă, alteori cu întuneric | Gabriel de Achim                       | Bogdan Dumitrache, Anca-Ioana Androne, Gheorghe Ifrim                       | dramă              |
| 29 iulie 2022      | Pentru mine tu ești Ceaușescu                | Sebastian Mihăilescu                   | Florin Zhang, Denis Duma, Mihai Chirilă                                     | documentar, dramă  |
| 9 septembrie 2022  | Balaur                                       | Octav Chelaru                          | Alexandru Papadopol, Mălina Manovici, Gabriel Spahiu, Marian Râlea          | thriller           |
| 16 septembrie 2022 | Om-Câine                                     | Ștefan Constantinescu                  | Cosmina Stratan, Bogdan Dumitrache, Dan Nuțu                                | dramă              |
| 23 septembrie 2022 | Nunți, botezuri, înmormântări                | Adrian Lustig                          | Șerban Pavlu, Anca Sigartău, Gheorghe Ifrim, Ilona Brezoianu                | comedie            |
| 30 septembrie 2022 | Teambuilding                                 | Matei Dima, Cosmin Nedelcu, Alex Coteț | Șerban Pavlu, Matei Dima, Anca Dinicu, Cosmin Nedelcu                       | comedie            |
| 2 octombrie 2022   | Nonconformistul 2                            | Gabriel Mg                             | Gabriel Mg, Denisa Maria Ouatu, Ștefania Denisa Popescu                     | comedie            |
| 7 octombrie 2022   | Mirciulică                                   | Cristi Ilișuan                         | Mircea Bravo, Elena Ivanca, Elena Moldovan                                  | comedie            |
| 7 octombrie 2022   | Marocco                                      | Emanuel Pârvu                          | Șerban Pavlu, Crina Semciuc, Ana Indricău                                   | dramă              |
| 14 octombrie 2022  | Fără prelungiri                              | Ștefan Pătrașcu                        | Răzvan Vasilescu, Cecilia Bârbora                                           | comedie, dramă     |
| 16 octombrie 2022  | Phoenix – Povestea                           | Cristian Radu Nema                     |                                                                             | documentar         |
| 28 octombrie 2022  | Capra cu trei iezi                           | Victor Canache                         | Maia Morgenstern, Marius Bodochi                                            | horror, thriller   |
| 4 noiembrie 2022   | Metronom                                     | Alexandru Belc                         | Vlad Ivanov, Șerban Lazarovici, Mara Bugarin                                | dramă              |
| 4 noiembrie 2022   | Al cui câine sunt?                           | Róbert Lakatos                         |                                                                             | documentar         |
| 11 noiembrie 2022  | Insula                                       | Anca Damian                            | Ada Milea, Lucian Ionescu, Alexander Bălănescu                              | animație, muzical  |
| 25 noiembrie 2022  | Oameni de treabă                             | Paul Negoescu                          | Iulian Postelnicu, Crina Semciuc, Anghel Damian                             | comedie            |
| 2 decembrie 2022   | Hai hui în timp                              | Irina Murgeanu Grigore                 | Mirela Zeța, Cosmin Seleși, Constantin Cotimanis, Gabriel Spahiu            | aventuri, mister   |
| 2 decembrie 2022   | Gata oricând! - Eroii de la Podul Jiului     | Sergiu Prodan, Barbu Silviu Tripăduș   | Liviu Cheloiu, Emanuel Cercelaru                                            | dramă, istoric     |
| 30 decembrie 2022  | Două inimi                                   | Cătălin Dascălu, Oleg Oz               | Iuliana Beregoi, Ceanu Zheng, Connect-R                                     | dramă, romantic    |

## Premiere
| Premiera          | Titlu         | Regizor            | Distribuție | Gen                              | Rating |
| ----------------- | ------------- | ------------------ | --- | -------------------------------- | ------ |
| 4 februarie 2022  | Moonfall      | Roland Emmerich    | Halle Berry, Patrick Wilson, John Bradley, Michael Peña, Charlie Plummer, Kelly Yu, Donald Sutherland                                                                                     | Acțiune, Aventuri, Fantastic, SF | AP-12  |
| 11 februarie 2022 | Moarte pe Nil | Kenneth Branagh    | Tom Bateman, Annette Bening, Kenneth Branagh, Russell Brand, Ali Fazal, Dawn French, Gal Gadot, Armie Hammer, Rose Leslie, Emma Mackey, Sophie Okonedo, Jennifer Saunders, Letitia Wright | Crimă, Dramă, Mister             | AP-12  |
| 11 februarie 2022 | Marry Me      | Kat Coiro          | Owen Wilson, Jennifer Lopez, Maluma | Comedie, Romantic, Dragoste      | AG     |
| 18 februarie 2022 | Uncharted     | Ruben Fleischer    | Tom Holland, Mark Wahlberg, Antonio Banderas, Sophia Ali, Tati Gabrielle | Acțiune, Aventuri                | AP-12  |
| 25 februarie 2022 | Aleea Groazei | Guillermo del Toro | Bradley Cooper, Cate Blanchett, Toni Collette, Willem Dafoe, Richard Jenkins, Rooney Mara, Ron Pearlman, Mary Steenburgen                                                                 | Dramă, Mister, Thriller          | N-15   |